# Sedat İrfan
Sedat İrfan (* 18. April 1982 in Köyceğiz) ist ein türkischer Fußballspieler in Diensten von Akhisar Belediyespor.

## Karriere
Sedat İrfan begann mit dem Vereinsfußball in der Jugend von Köyceğiz Belediyespor, eines Amateurvereines seiner Heimatstadt aus Köyceğiz, und wechselte dann in die Jugend von Yalıkavak Bel. SK. Hier wurden die Talentjäger von MKE Ankaragücü auf ihn aufmerksam und holten ihn in ihre Jugend. Im Dezember 2001 erhielt einen Profivertrag. Vier Monate später wurde er als Leihspieler bis zum Saisonende an Muğlaspor abgegeben. Die nachfolgende Spielzeit verbrachte er als Leihgabe bei Yeni Nazillispor.
Zum Sommer 2003 wechselte er samt Ablöse zu Fethiyespor und spielte hier eineinhalb Spielzeiten lang. Anschließend spielte er die Rückrunde der Saison 2004/05 bei Petkimspor. Seit Sommer 2005 ist er für Akhisar Belediyespor aktiv. Lediglich die Rückrunde der Saison 2008/09 verbrachte er bei Çorumspor, kehrte aber bereits zum Saisonende zu Akhisarspor zurück. In der Spielzeit 2009/10 wurde man Vizemeister der TFF 2. Lig und stieg in die TFF 1. Lig auf. Zum Ende der Saison 2010/11 verließ er Akhisar Belediyespor.

## Erfolge
- Mit Akhisar Belediyespor:
  - 2009/10 Vizemeisterschaft der TFF 2. Lig
  - 2009/10 Aufstieg in die TFF 1. Lig